# 헤스론

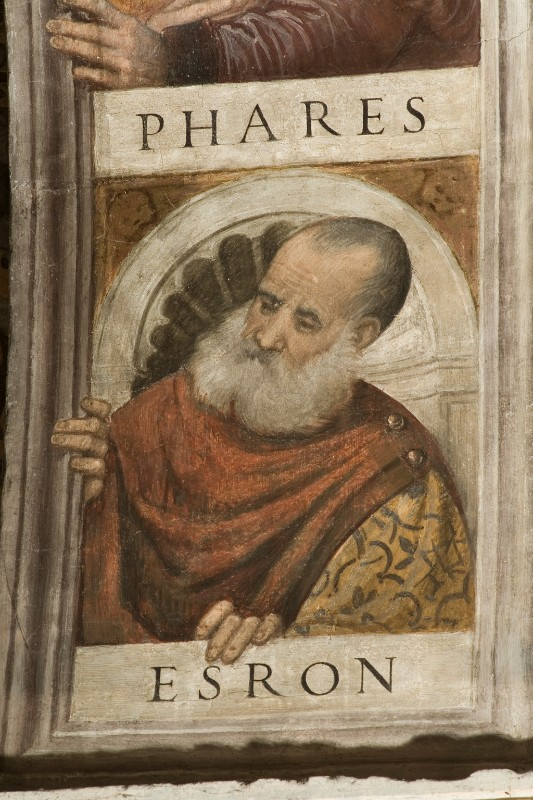
지롤라모 테사리의 헤스론 초상화 (1523~1526년)

헤스론(Hezron) 또는 헤즈론(히브리어: חֶצְרוֹן , 현대어: H̱eṣrōn, 티베리아어: Ḥeṣrōn)은 히브리어 성경에 여러 번 나오는 이름이다.
다음을 의미할 수 있다.
- 가데스바네아 남쪽 유다 남쪽 평야. (여호수아기, 여호수아 15:3)
- 르우벤(야곱의 아들)의 아들. (창세기 46:9)
- 유다(야곱의 아들)의 손자이자 암미나답의 할아버지이자 나손의 증조부. 나손은 엘리세바의 형제이자 아론의 처남이었다. (출애굽기 6:23, 마가복음 1:3)

그는 또한 하나님의 명령에 따라 모세가 유다 지파의 왕으로 임명한 사람이었다. 그는 유다(야곱의 아들)의 손자 베레스의 아들이었다(창 46:12). 그의 가족은 역대상 2장에 자세히 나와 있는데, 그 기록에는 한 명 이상의 여자에게서 다섯 아들이 있었다고 기록되어 있다. 이름 없는 어머니에게서 여라므엘, 람, 갈렙을 낳았다(2:9). 그는 60세에 결혼한 마길의 딸 아비야에게서 스굽(2:21)과 아스훌을 낳았다. 아수르는 헤스론의 사후에 태어났다. (2:24)
모세가 이스라엘 백성을 이집트에서 인도했을 때 지파 지도자이다. 그는 광야에서 사망했다.

## 참고문헌
- Hirsch, Emil G. (1901–1906). 〈Hezron〉.   Singer, Isidore;  외. 《The Jewish Encyclopedia》. New York: Funk & Wagnalls.